# Stichting Vluchteling
Stichting Vluchteling (Netherlands Refugee Foundation) is een in Den Haag gevestigde Nederlandse hulporganisatie, die zich primair richt op het verlenen van (nood)hulp aan vluchtelingen in hun eigen regio. Dat wil zeggen aan vluchtelingen en ontheemden – (vluchtelingen binnen de eigen landgrenzen), die in eigen land of in een buurland wachten tot ze naar 'thuis' kunnen terugkeren. De stichting zorgt bij acute nood voor directe hulp zoals voedsel, schoon drinkwater, onderdak, medische zorg en sanitaire voorzieningen. Bij langdurige conflicten biedt ze steun met bijvoorbeeld onderwijs, weerbaarheidstrainingen en vakopleidingen. Dat doet de stichting samen met partnerorganisaties in 32 landen.

## Oprichting
Stichting Vluchteling is formeel opgericht op 3 mei 1976 door Cornelis Brouwer, destijds werkzaam als de Nederlandse vertegenwoordiger van de VN-vluchtelingenorganisatie het Hoog Commissariaat voor de Vluchtelingen (UNHCR). De organisatie kwam voort uit de 'Commissie ter Bestudering van het Vluchtelingenvraagstuk in Nederland 1952', waaruit opeenvolgende ad-hoccomités zich inzetten voor ondersteuning van vluchtelingen. Deze comités bestonden uit een breed samenwerkingsverband van kerken, diverse hulporganisaties, werkgevers- en werknemersbonden en andere maatschappelijke instellingen.
In 1955 fuseerden de 'Nationale Commissie Vluchtelingenhulp', die zich met inzamelingsacties richtte op hulp aan vluchtelingen buiten Nederland, met de interkerkelijke commissie die zich inzette voor het binnenlandse werk tot de Nederlandse Federatie voor Vluchtelingenhulp (NFV). Deze Federatie ondersteunde de nationale comités die in de jaren vijftig en zestig van de twintigste eeuw telkens voor een andere vluchtelingencrisis geldinzamelingsacties organiseerden, zoals voor gevluchte Tibetanen in 1976. Vanaf de inzamelingsactie voor de Hongaarse vluchtelingen in 1956 werd – met uitzondering van de acties in het Wereldvluchtelingenjaar 1959/1960 – altijd hetzelfde gironummer gebruikt: Giro 999.

## Organisatie
Het kantoor van Stichting Vluchteling is gevestigd in Den Haag en heeft 38 betaalde krachten. Van 2003 tot 2025 werd de organisatie aangestuurd door directeur Tineke Ceelen. De raad van toezicht van Stichting Vluchteling bestaat uit zes leden die allen op persoonlijke titel zitting hebben. De strategie en het beleid worden door hen beoordeeld en vastgesteld. In 2024 werd Tineke Huizinga bestuursvoorzitter van de stichting. Haar voorgangers zijn politiek strateeg en adviseur Hans Anker en Ab Klink, die bijna tien jaar voorzitter is geweest. De raad van toezicht controleert de beslissingen van het bestuur en kan adviseren om het beleid aan te passen.

## Hulpverlening
Wereldwijd zijn er ruim 108 miljoen mensen op de vlucht voor oorlog, conflict en onderdrukking. Bij acute crisissituaties zorgt Stichting Vluchteling voor directe noodhulp aan vluchtelingen en ontheemden, zoals tenten, schoon drinkwater, sanitair, medische hulp en ander noodhulpmateriaal. Prioriteit gaat uit naar de zwaksten, zoals ondervoede kinderen, die worden geholpen met acute medische zorg en noodvoeding. Maar de stichting biedt ook langlopende hulp, zoals aan mensen in vluchtelingenkampen. Dit bestaat onder meer uit preventieve medische zorg en specifieke vakopleidingen.
Daarnaast ondersteunt de organisatie vluchtelingen en ontheemden bij hun terugkeer naar huis en verleent zij hulp bij de wederopbouw na een conflict. Bijvoorbeeld door scholen en klinieken te bouwen, dorpen en landbouwgronden te helpen ontmijnen en de medische zorg te verbeteren in terugkeer gebieden. Met de verstrekking van kleine kredieten worden vluchtelingen en ontheemden bij terugkeer geholpen om een nieuw en zelfstandig bestaan op te bouwen.

## Partners
Stichting Vluchteling werkt samen met partnerorganisaties die ter plekke de hulpprojecten uitvoeren. Dit betreft onder meer Intersos, Human Rights Watch, het International Rescue Committee en de Mines Advisory Group. Maar ook lokale organisaties als de Panzi Foundation, Yazda en de Fundashon Salú pa Tur. Veel vluchtelingen en ontheemden zijn zelf direct betrokken bij de uitvoering van de hulpverlening.
De organisatie is sinds 1996 aangesloten bij de Samenwerkende Hulporganisaties (SHO), een samenwerkingsverband van Nederlandse hulporganisaties dat bij grote humanitaire rampen gezamenlijk fondsen werft op Giro555 voor hulp aan slachtoffers van de betreffende ramp.